# Takuji Miyoshi
Takuji Miyoshi (jap. 三好 拓児, Miyoshi Takuji; * 20. August 1978 in der Präfektur Fukuoka) ist ein ehemaliger japanischer Fußballspieler.

## Karriere
Miyoshi erlernte das Fußballspielen in der Schulmannschaft der Kunimi High School. Seinen ersten Vertrag unterschrieb er 1997 bei den Avispa Fukuoka. Der Verein spielte in der höchsten Liga des Landes, der J1 League. Für den Verein absolvierte er 18 Erstligaspiele. 2002 wechselte er zum Zweitligisten Sagan Tosu. Für den Verein absolvierte er 54 Spiele. 2004 wechselte er zum Drittligisten ALO's Hokuriku. Für den Verein absolvierte er 57 Spiele. Danach spielte er bei den Valiente Toyama (2007) und FC Ryukyu (2007–2008). Ende 2008 beendete er seine Karriere als Fußballspieler.